# Isabella Kaliff
Ingrid Isabella Kaliff, född 12 augusti 1952 i Bromma, är en svensk skådespelare.

## Filmografi
- 1965 – Klart skepp till månen
- 1969 – Åsa-Nisse i rekordform
- 1970 – Som hon bäddar får han ligga
- 1972 – AWOL – avhopparen
- 1973 – Smutsiga fingrar
- 1975 – I död mans spår
- 1975 – På återseende
- 1977 – 91:an och generalernas fnatt
- 1977 – The Frozen Star